# Mistrzostwa Świata FIBT 1985
Mistrzostwa Świata FIBT 1985 odbyły się w dniu 18 lutego 1985 we włoskiej miejscowości Cervinia, gdzie rozegrano konkurencję męskich dwójek i czwórek bobslejowych.

## Dwójki
- Data: 18 lutego 1985

| Miejsce | Narodowość | Zawodnik                             | czas          |
| ------- | ---------- | ------------------------------------ | ------------- |
| 1       | NRD        | Wolfgang Hoppe Dietmar Schauerhammer | 4:18.72       |
| 2       | NRD        | Detlef Richter Steffen Grummt        | 4:19.76 +1.04 |
| 3       | ZSRR       | Zintis Ekmanis Nikołaj Żyrow         | 4:22.37 +3.65 |

## Czwórki
- Data: 18 lutego 1985

| Miejsce | Narodowość | Zawodnik                                                      | czas          |
| ------- | ---------- | ------------------------------------------------------------- | ------------- |
| 1       | NRD        | Bernhard Lehmann Matthias Trübner Ingo Voge Steffen Grummt    | 4:14.06       |
| 2       | NRD        | Detlef Richter Dietmar Jerke Bodo Ferl Matthias Legler        | 4:14.63 +0.57 |
| 3       | Szwajcaria | Silvio Giobellina Heinz Stettler Urs Salzmann Rico Freiermuth | 4:14.81 +0.75 |

## Tabela medalowa
| Miejsce | Państwo    |   |   |   | Razem |
| ------- | ---------- | - | - | - | ----- |
| 1.      | NRD        | 2 | 2 | 0 | 4     |
| 2.      | Szwajcaria | 0 | 0 | 1 | 1     |
| 2.      | ZSRR       | 0 | 0 | 1 | 1     |